# Anielle Franco
Anielle Francisco da Silva (Río de Janeiro, 3 de mayo de 1985), más conocida como Anielle Franco, es una profesora, periodista, activista y política brasileña del Partido de los Trabajadores, que el 1 de enero de 2023 se convirtió en ministra de Igualdad Racial en el segundo gabinete de Lula da Silva. Fue la fundadora del Instituto Marielle Franco.

## Instituto Marielle Franco
Su hermana Marielle Franco fue asesinada en 2018. El Instituto Marielle Franco fue fundado en 2018 por Monica Benicio, viuda de la concejala. La fundación nace como respuesta a la necesidad de continuar el legado de Marielle en la lucha por los derechos humanos y la justicia social. Anielle Franco se convirtió en directora del instituto.

## Reconocimientos
Fue una de las cuatro brasileñas seleccionadas para la edición de 2021 del programa Ford Global Fellow de la Fundación Ford, una beca cuyo objetivo es conectar y apoyar a las futuras generaciones de líderes mundiales.
En 2023, fue elegida como una de las 12 mujeres del año por la revista Time. El 21 de noviembre de ese mismo año, recibió la Gran Cruz de la Orden de Río Branco.